# Кераргирит
Кераргири́т (англ. cerargyrite, нем. Kerargyrit m, Hornsilber n, Chlorsilber n, Silberhornerz n) (от греч. kéras — «рог» и árgyros — «серебро») — минерал, хлорид серебра класса галогенидов.
То же самое, что и хлораргирит, роговое серебро.

## Свойства
Формула: АgCl. Бурого, желтоватого, зеленоватого цвета. Представлен кубическими кристаллами, осложненными гранями октаэдра и ромбододекаэдра. Другие формы встречаются гораздо реже. Наиболее часто представлен корочками или роговыми массами. Пластичен как воск, режется ножом. Нерастворим в кислотах. Свежий кераргирит без примесей прозрачен. Чувствителен к свету: меняет свою окраску от серого до фиолетового, вплоть до чёрного. Блеск алмазный, восковой.
Внешне похож на бромид и иодид серебра. В следовых количествах роговое серебро находится также в морской воде.
Давно было известно, что чернеет от света, опыты над этим производил ещё К. Шееле; но только в начале нашего столетия ученые обратили серьезное внимание на это явление, и эпоха 15 — х годов чрезвычайно богата интересными исследованиями различных химических действий света.

## Нахождение в природе
Входит в состав серебряных руд. Встречается в приповерхностных горизонтах месторождений в зонах окисления. Гипергенный минерал.